# Hamid Reza Chitgar
Hamid Reza Chitgar, även känd som Hamid Bahmani, född 7 juli 1949 i Babol i Mazandaran, död 19 maj 1987 i Österrike, var en iransk politiker i exil i Frankrike som mördades i Österrike av den iranska regeringen.

## Bakgrund
Hamid Reza Chitgar föddes i staden Babol i provinsen Mazandaran och tillbringade större delen av uppväxten i Teheran. Efter ingenjörsstudierna i Teherans universitet fortsatte han till magisterexamen i Strasbourg i Frankrike i mitten av 1970-talet.
När han återvände till Iran skaffade han sig ett tryckeri och arbetade som ingenjör på ett företag i södra Iran. Strax efter revolutionen, i mars 1981, fängslades han och skickades till Evinfängelset. Skälet till hans arrestering var publikationerna i hans förlag, som publicerade både politiskt och icke-politiskt material.

## Flykt och exil
Hamid Reza Chitgar lyckades fly från Evinfängelset och levde under jorden i 6 månader innan han flydde till Frankrike, där han erhöll politisk asyl tillsammans med sin hustru och 2-åriga dotter. Under vistelsen i Frankrike distanserade han sig från en del ståndpunkter, bland annat idén om väpnat motstånd. Han blev ordförande för partiet Hezbe Tufan och var medlem i iranska oppositionsrådet i exil.

## Mordet
Enligt nära och tillförlitliga källor hade Chitgar etablerat regelbunden brevväxling i två år med en iransk man vid namn Ali Amiztab. I breven skrev mannen om möjligheten till upprättandet av en grupp i Iran som sympatiserar med Chitgars parti. Han lyckades ordna ett personligt möte med Chitgar i Wien i Österrike.
Chitgar, som aldrig annars reste ensam, hittade inga vänner som kunde resa med honom just vid det tillfället. Han beslöt sig för att möta mannen helt ensam. Den 19 maj 1987 reste han till Wien för att träffa honom. Hans hustru fick inga samtal från honom, och efter några dagar började hon leta och meddelade österrikiska polisen om försvinnandet.
Insatserna från familjen och vänner gav inget, tills grannarna till lägenheten, där Chitgar hittades, klagade på stanken därifrån. Drygt två månader efter försvinnandet, den 17 juli, upptäckte polisen hans kropp. Han hade blivit skjuten bakifrån två gånger i huvudet. Enligt österrikiska polisen hyrdes lägenheten av en person med turkiskt pass. Hyran betalades i sin helhet för totalt tre månader. Insatserna från familjens advokat för att uppmuntra utredningen och få mer information gav inga resultat. De österrikiska myndigheterna konstaterade att omständigheterna i Chitgar-mordet var svåra att utreda, eftersom agenterna hade turkiska pass och därmed inte behövde något visum för att komma till Österrike. Ingen annan information gavs till familjen.
Händelsen fick stor medial uppmärksamhet i lokalpressen och orsakade en våg av protester från iranska och europeiska organisationer, politiker och partier. Hamid Reza Chitgar begravdes på Père-Lachaise-kyrkogården i Paris den 8 augusti 1987.¨

## Övriga upplysningar
Filmaren Reza Allamehzadeh skapade en dokumentärfilm om statsterrorism utförda i europeiska länder av iranska regimen. Förutom mordet på Hamid Reza Chitgar, visades även en rad andra politiska mord, bland annat Irans förre premiärminister Shapur Bakhtiar, som också hade blivit mördad under exilen i Frankrike.